# Kościół św. Michała i klasztor bernardynek w Wilnie
Kościół św. Michała Archanioła i klasztor bernardynek w Wilnie – była świątynia rzymskokatolicka, jedyny renesansowy kościół miasta. Obecnie siedziba Muzeum Dziedzictwa Sakralnego Litwy.

## Historia
Ufundowany w 1594 przez Lwa Sapiehę, który podarował bernardynkom pałac z przeznaczeniem na klasztor. W tym samym roku rozpoczęto budowę świątyni, w środku powstał monumentalny, marmurowy grobowiec Lwa Sapiehy i jego żon Elżbiety z Radziwiłłów i Doroty z Firlejów. Budowa trwała 31 lat, kościół i klasztor ucierpiały mocno podczas pożaru w 1655 wznieconego podczas najazdu Kozaków, którzy wymordowali zakonnice i ludność, która schroniła się w świątyni. Podczas odbudowy zmieniono układ fasady na barokowy, pod koniec XVII wieku powstała wolno stojąca dzwonnica, pełniąca również rolę bramy cmentarnej. Kościół był otoczony wysokim murem oraz opartymi na kolumnach krużgankami, w 1874 podczas wytyczania ulicy św. Anny rozebrano krużganki, pozostawiono jednak fragmenty kolumn. 
Pod koniec XIX wieku władze carskie różnymi sposobami ograniczały działalność klasztorów katolickich i rozpoczęły masowe ich zamykanie. W 1886 zamknięto również klasztor bernardynek, a budynek przeznaczył na przytułek dla ubogich. Po paru latach zamknięto również kościół, który niszczał do 1905, kiedy to Sapiehowie mieszkający zagranicą podjęli próby uporządkowania opuszczonego kościoła. Po I wojnie światowej i po zajęciu Wilna przez wojska polskie kościół został ponownie konsekrowany, w 1921 powróciły do niego bernardynki. W marcu 1942 hitlerowcy aresztowali bernardynki, a po ich uwolnieniu zabronili powrotu do klasztoru, w którym po kilku miesiącach powstało litewskie seminarium duchowne. Po II wojnie światowej, gdy Litwę okupował ZSRR, większość kościołów wileńskich, w tym kościół św. Michała, była zamknięta. Władze radzieckie postanowiły w 1948 urządzić w nim muzeum architektury. Jednak zespół klasztorny i kościół przez wiele lat pozostawał zaniedbany i lekkomyślnie niszczony - w 1951 zburzono cały osiemnastowieczny wystrój wnętrza, zdemontowano organy. Budynki klasztorne zamieniono na akademik, mieszkania i pracownie. W 1964 pożar zniszczył kościół. Dopiero po pożarze wyremontowano kościół i przekształcono go w muzeum architektury.
Po odzyskaniu przez Litwę niepodległości w 1993 kościół i budynki klasztorne zostały przekazane kurii diecezji wileńskiej.
7 października 2005 roku arcybiskup metropolita wileński kardynał Audrys Bačkis dekretem ustanowił na terenie kościoła i klasztoru Muzeum Dziedzictwa Sakralnego. W 2005 rozpoczęto prace konserwatorskie. 
18 października 2009 roku Muzeum Dziedzictwa Sakralnego zostało otwarte.

## Wyposażenie
Mimo dewastacji po 1945 we wnętrzu kościoła ocalały:
- Nagrobek Lwa Sapiehy i jego żon, Elżbiety z Radziwiłłów i Doroty z Firlejów - na prawo od ołtarza głównego;
- Nagrobek Jana Stanisława Sapiehy - nad drzwiami do zakrystii;
- Nagrobek Teodory Krystyny Tarnowskiej wystawiony przez jej męża Kazimierza Leona Sapiehę z około 1652 r. (proj. Giovanni Battista Gisleni[2] i Francesco de Rossi);
- Epitafium Krzysztofa Mikołaja Sapiehy - klatka schodowa dawnego klasztoru;

Do 1945 r. w kościele znajdował się obraz Marii z Dzieciątkiem adorowanej przez św. Franciszka z Asyżu i św. Bernardyna ze Sieny zwany obrazem Matki Boskiej Sapieżyńskiej bądź Świętomichalskiej. Został przeniesiony z kościoła Bernardynów, gdzie od XVI w. zasłynął łaskami i cudami. Jego kult oficjalnie potwierdzono w 1699 r. 8 września 1750 r. został koronowany przez bp Michała Jana Zienkowicza koronami przysłanymi przez papieża Benedykta XIV. Obecnie obraz znajduje się w wileńskiej katedrze.
Ponadto pod świątynią znajduje się krypta z trumnami Sapiehów i Doroty Siedleczyńskiej, przełożonej zakonu, którą zamordowali w 1655 roku żołnierze moskiewscy.

Galeria
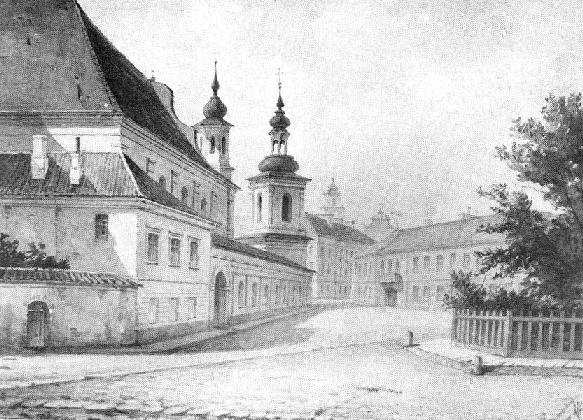
Kościół na rysunku Iwana Trutniewa
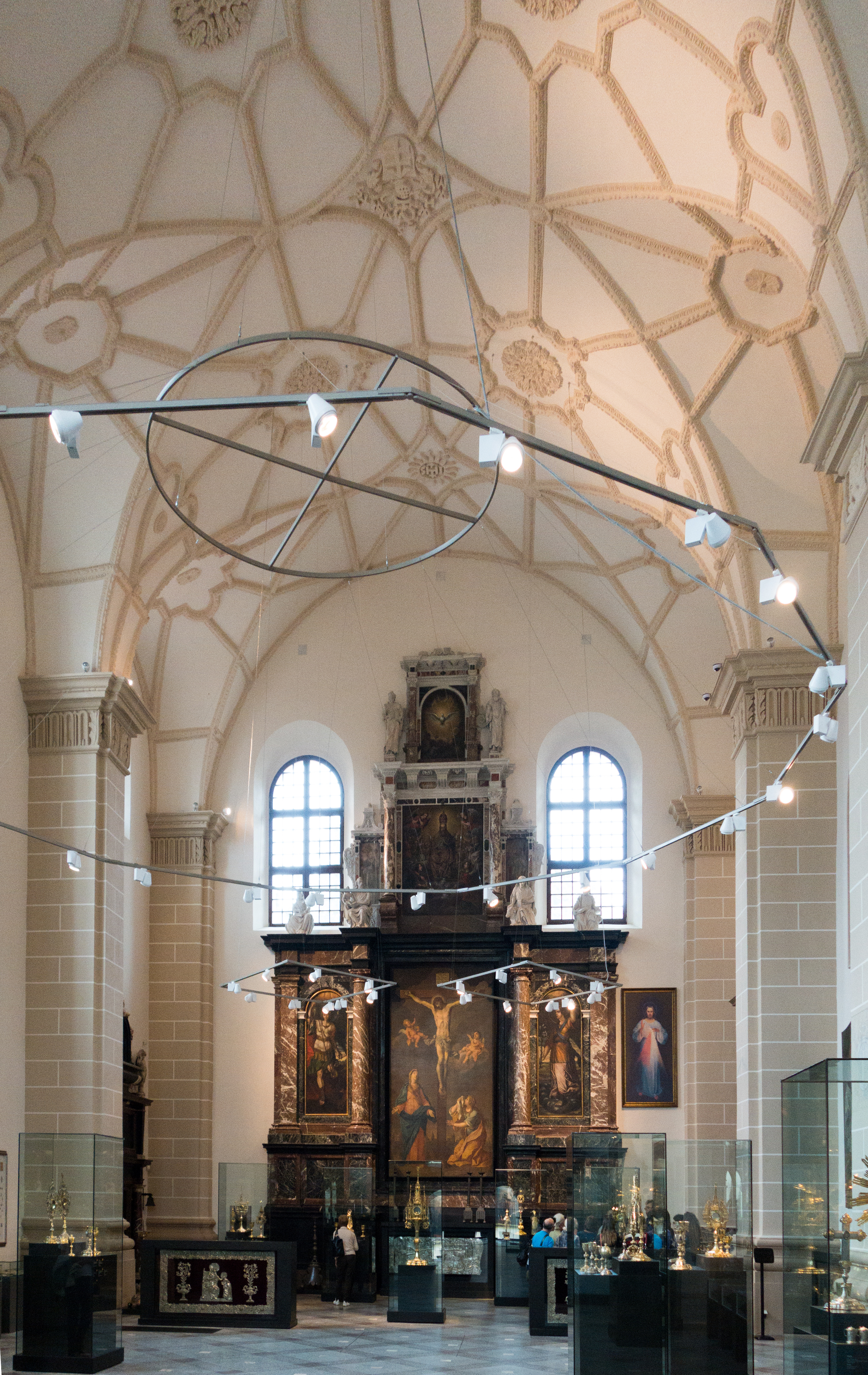
Wnętrze kościoła-muzeum
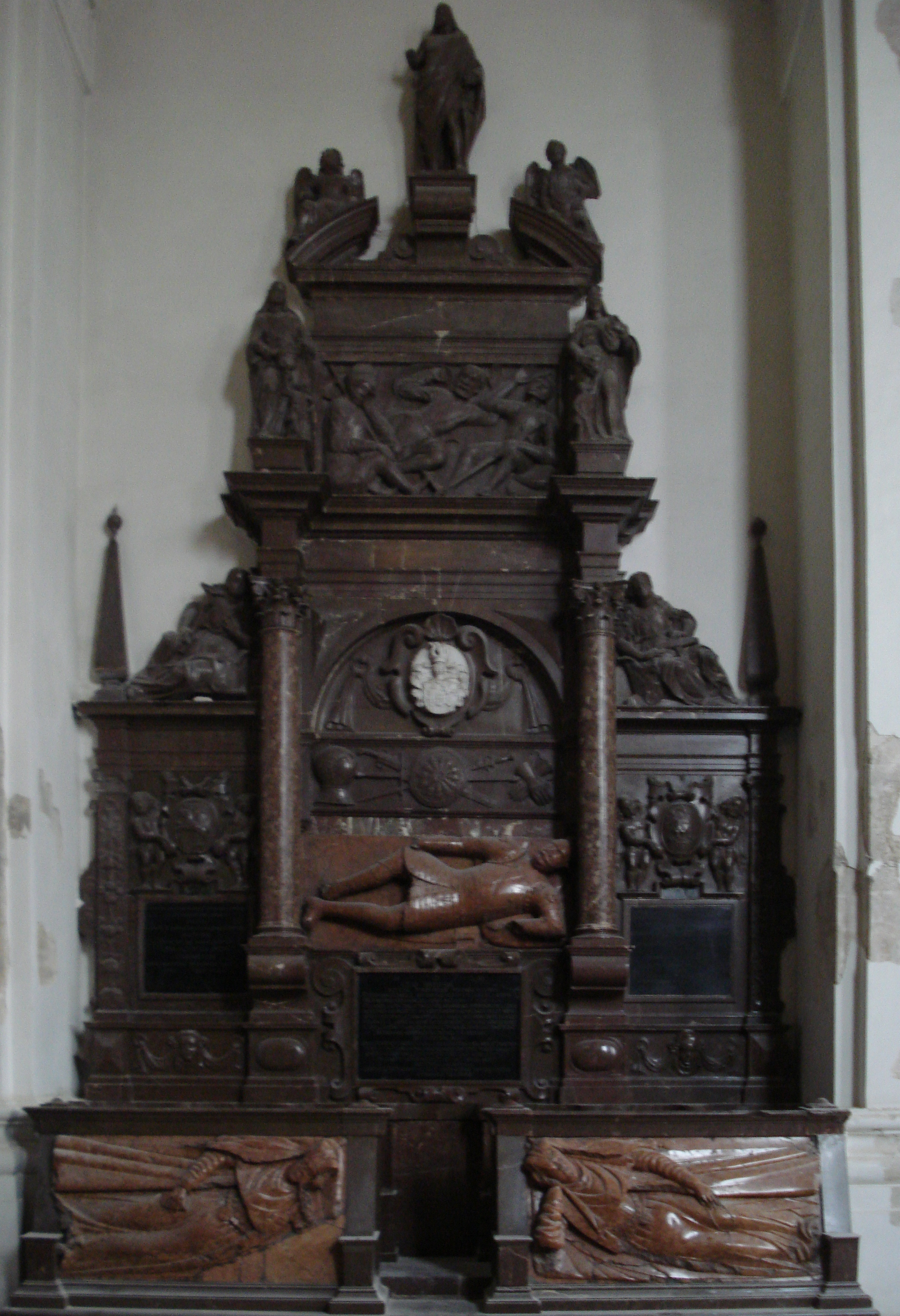
Nagrobek Lwa Sapiehy i jego żon Elżbiety z Radziwiłłów i Doroty z Firlejów